# Масонів
Масонів (до 2024 року — Червоногі́рка) — село в Україні, у Роменському районі Сумської області. Населення становить 200 осіб. Входить до складу Липоводолинської селищної громади.

## Географія
Село Масонів розташоване на правому березі річки Жидівки, вище за течією на відстані 2 км розташоване село Байрак, нижче за течією на відстані 2.5 км розташоване село Рубанове (ліквідоване у 1994 році).

## Історія
Село постраждало внаслідок геноциду українського народу, проведеного урядом СРСР 1923—1933 та 1946–1947 роках.
19 вересня 2024 року Верховна Рада підтримала перейменування села Червоногірка на Масонів. 26 вересня 2024 року перейменування набуло чинності.

## Населення

### Мова
Розподіл населення за рідною мовою за даними перепису 2001 року:
| Мова       | Відсоток |
| ---------- | -------- |
| українська | 93,88%   |
| російська  | 5,1%     |
| румунська  | 1,02%    |